# 골웨이 백작 앙리 드 마스
루비니 후작 앙리 드 마스(Henri de Massue, Marquis de Ruvigny) 이후 골웨이 백작 PC(1648년 4월 9일 ~ 1720년 9월 3일)은 프랑스의 위그노 군인이자 외교관으로 9년 전쟁과 스페인 왕위 계승 전쟁에서 영향력을 발휘한 인물이다.

## 생애
마스는 파리에서 태어났다. 그는 제1대 루비니 후작의 아들로 그의 아버지는 프랑스 외교관이었고, 토머스 라이어스슬리 경의 아내 레이첼(Rachel)과는 친척관계에 있었다. 그는 군인이 되어 튀렌 휘하의 프랑스 군대에서 근무하기 시작해 튀렌으로부터 높은 평가를 받았다. 아마 그가 영국과의 연락에 선택되어 진것은 1678년 루이 14세가 찰스 2세에게 보낸 비밀 협상에서 업무를 꼼꼼하게 챙겨 까다로운 임무를 그의 뛰어난 능력으로 해낸 것 때문일 것이다. 그의 아버지는 성공한 위그노 출신의 장군이었지만, 낭트 칙령의 폐지(Revocation of the Edict of Nantes)로 인해 루이에게 관직 사퇴를 제출했지만 그는 관직을 계속 유지했다. 1690년에 그와 위그노 교도들은 박해를 피해 국외로 망명을 시도했고, 그는 잉글랜드의 윌리엄 3세 휘하에 들어가 그를 섬기면서 소장이 되었고, 그에 따른 처벌로 프랑스에 있던 그의 재산은 몰수되었다.
1691년 7월 어흐림 전투(battle of Aughrim,)에서 특출한 활약을 보여 1692년 그는 이 시기 아일랜드에서 최고사령관이 되었다. 그해 11월 그는 골웨이 자작(Viscount Galway)과 포탈링턴 남작(Baron Portarlington) 작위를 수여받고, 아일랜드에서 빼앗은 영지를 대부분 인정받았다. 1693년 네르빈덴(Neerwinden)에서 싸우다 부상을 입었다. 1694년 그는 중장으로 승진하여 당시 프랑스에 반대한 사보이 공국을 돕기위해 영국이 보낸 군대의 지휘관으로 보내졌다. 또한 이 시기 왈도파(Vaudois)의 고통을 구제해 주었다. 1695년 사보이가 편을 바꾸자, 이탈리아 반도는 중립이 되었고, 골웨이의 군대는 네덜란드에서 철수했다. 1697~1701년까지 아일랜드 역사에서 위기의 시대 때 골웨이 백작(1697년 그는 이 계급으로 승진하였다)는 실제 아일랜드의 정무를 지배할 수 있어 아일랜드의 사법 경(Lord Justice of Ireland)이 되었다. 이후 은퇴 후 몇 년을 보내다가 1704년 그는 포르투갈에 있던 동맹군 군대의 사령관에 임명되어 1707년 알만사 전투 때까지 명예와 성공을 유지했다. 골웨이는 그의 개인적인 부분에서 노련함과 주의를 기울였음에도 불구하고, 베릭 공작에게 결정적 패배를 당했다. 그의 부관은 비라젤 남작 자크 드 벨리우(Jacques de Belrieu, Baron de Virazel)의 법적인 아들인 엑토르 프랑수아 샤테기르 드 크라마헤(Hector Francois Chataigner de Cramahé)이다.

## 참고 자료
본 문서에는 현재 퍼블릭 도메인에 속한 브리태니커 백과사전 제11판의 내용을 기초로 작성된 내용이 포함되어 있습니다.